# Pat Pflieger
Patricia Ann Pflieger (* 1955) ist eine US-amerikanische Literaturwissenschaftlerin.

## Leben
Nach dem Ph. D. an University of Minnesota 1987 wurde sie 1988 Professorin für Kinderliteratur am English Department an der West Chester University.

## Schriften (Auswahl)
- mit Helen M. Hill: A reference guide to modern fantasy for children. Westport 1984, ISBN 0-313-22886-8.
- Beverly Cleary. Boston 1991, ISBN 0-8057-7613-3.
- mit Ruth Gamper: The fog’s net. Boston 1994, ISBN 0395681944.
- Hg.: Letters from nineteenth-century American children to Robert Merry's Museum magazine. Lewiston 2001, ISBN 0-7734-7505-2.